# Acta diurna populi Romani
Acta diurna populi Romani (укр. Щоденні справи римського народу) — публікація офіційних повідомлень, що практикувалася в Стародавньому Римі з часів Юлія Цезаря і стала прототипом сучасних періодичних видань. Таблички з написаними на них повідомленнями щодня виставлялися в людних місцях — зокрема, на Римському форумі.
Светоній стверджує, що це щоденне видання заснував Цезар в рік свого першого консульства, тобто 59 до н. е. Видання публікувало сенатські акти, або відомості, куди входили пропозиції, що приймалися сенатом, інформацію про дебати, які відбувалися при їх обговоренні, донесення полководців і намісників, послання правителів інших держав, рішення та відповіді сенату — все це було припинено ще при Августі, але оприлюднення хроніки щоденного римського життя тривало й пізніше і припинилося, можливо, тільки з перенесенням столиці в Константинополь у 330. Остання вказівка на це видання, що дійшла до нас, відноситься до часу імператора Проба, тобто до останньої чверті III ст.
Зі збережених досить численних вказівок на Acta Diurna, можна визначити теми, які в них висвітлювалися:
- Події в житті видатних в державі осіб, а під час імперії — і всіх осіб, які належали до імператорської родини (їх народження, громадські та державні відзнаки, смерть, похорон і т. ін.)
- Державні справи: імператорські веління, сенатські постанови і дебати (наскільки оприлюднення їх допускалося), розпорядження різних гілок влади;
- Судові процеси і взагалі хроніка міського римського життя, а також цікаві випадки всякого роду: будівництво, переробка або руйнування громадських будівель, події в житті знатних родин, пожежі, надзвичайні явища природи і навіть міські чутки.

Цілковиту свободу слова цей орган давньоримського життя не  мав, оскільки перебував під безпосереднім впливом імператора і нерідко служив його політичним цілям, але, разом з тим, містив в собі масу звісток і тому читався з жадібністю не тільки в Римі, але і в провінціях. Наприклад, Тацит повідомляв, що обвинувач сенатора і філософа Тразя Пета, що був  знаменитого своєю опозицією Нерону, стверджував: 
|  | Щоденна римська газета читається по провінціях і у війську з великим завзяттям, щоб знати, чого ще Тразей не зробив. |

## Ресурси Інтернету
- Brian J. Wright, Tyndale Bulletin 67.1 [Архівовано 16 листопада 2018 у Wayback Machine.]
- A Dictionary of Greek and Roman Antiquities, London, 1875: Acta Diurna
- Encyclopædia Britannica 1911: Acta Diurna (dead link)